# Live & Direct
Live & Direct in een verzamelalbum van de Britse muziekgroep Renaissance. Het album bevat zowel live-opnamen als enige demos, die zijn opgenomen in de tijd van de eerste versie van die band. De live opnames zijn afkomstig van een concert dat Renaissance op 6 maart 1970 gaf met de Paul Butterfield Blues Band in Filmore West. De studiotracks dateren van iets later, toen de band in de oorspronkelijke samenstelling op springen stond (zie Illusion).

## Musici

### Liveopnamen
- Jim McCarty – slagwerk
- Keith Relf - gitaar, zang
- Jane Relf - zang
- John Hawken – toetsinstrumenten
- Louis Cennamo – basgitaar

### Studioopnamen
- Don Shinn - toetsinstrumenten
- Michael Dunford - gitaar
- Terry Crowe - zang
- Keith Relf - zang, gitaar
- Jane Relf - zang

## Composities
1. Innocence (9:19)(live)
2. Wanderer (4:05)(live)
3. No Name Raga (14:23)(live)(een studioversie is niet beschikbaar)
4. Bullet (7:51)(live)
5. Statues (2:31)(oorspronkelijk voor Illusion het album, maar weggelaten)
6. I'd Love To Love You Till Tomorrow (2:48)
7. Please Be Home (9:17) (uit 1976 proto-Illusionstadium)
8. Try Believing (2:47) (van de band Together)

Studio: Renaissance (1969) · Illusion (1971) · Prologue (1972) · Ashes Are Burning (1973) · Turn of the Cards (1974) · Scheherazade and other stories (1975) · Novella (1977) · A Song for All Seasons (1978) · In the Beginning (1978) · Azure d'Or (1979) · Camera Camera (1981) · Time-Line (1983) · Tuscany (2000) · The Mystic and The Muse (ep) (2010) · Grandine il Vento (2012)
Annie Haslams Renaissance: Blessing in Disguise  (1994)
Michael Dunford's Renaissance: The Other Woman  (1994) · Ocean Gypsy (1997)
Live: Live at Carnegie Hall (1976) · Renaissance Live at the Royal Albert Hall (1977) · BBC Sessions (1999) · Day of the Dreamer (2000) · Renaissance Unplugged (2000) · In the Land of the Rising Sun (2002) · Dreams and Omens (2008) · Renaissance DeLane Lea Studios 1973 (2015) · A symphonic journey (2018)
Compilatie: Tales of 1001 Nights (Parts 1 and 2) (1990) · Da Capo (1995) · Songs from Renaissance Days (1997) · Live & Direct (2002)